# Anacestra
Anacestra is een geslacht van wantsen uit de familie van de Alydidae (Kromsprietwantsen). Het geslacht werd voor het eerst wetenschappelijk beschreven door Hsiao in 1964.

## Soorten
Het genus bevat de volgende soorten:

- Anacestra hirticornis Hsiao, 1964
- Anacestra spiniger Hsiao, 1965